# Мужская сборная ветеранов Казахстана по кёрлингу
Мужская сборная ветеранов Казахстана по кёрлингу — национальная мужская сборная команда, составленная из игроков возраста 50 лет и старше. Представляет Казахстан на международных соревнованиях по кёрлингу. Управляющей организацией выступает Ассоциация кёрлинга Казахстана (англ. Kazakhstan Curling Association).

## Результаты выступлений

### Чемпионаты мира
| Год     | Место          | И              | В              | П              | Состав (скипы выделены шрифтом) | Состав (скипы выделены шрифтом) | Состав (скипы выделены шрифтом) | Состав (скипы выделены шрифтом) | Состав (скипы выделены шрифтом) | Состав (скипы выделены шрифтом) |                |
| Год     | Место          | И              | В              | П              | четвёртый                       | третий                          | второй                          | первый                          | запасной                        | тренер                          |                |
| ------- | -------------- | -------------- | -------------- | -------------- | ------------------------------- | ------------------------------- | ------------------------------- | ------------------------------- | ------------------------------- | ------------------------------- | -------------- |
| 2002—14 | не участвовали | не участвовали | не участвовали | не участвовали | не участвовали                  | не участвовали                  | не участвовали                  | не участвовали                  | не участвовали                  | не участвовали                  | не участвовали |
| 2015    | 23             | 7              | 0              | 7              | Виктор Ким                      | Almaz Saidvakassov              | Roman Kazimirchik               | Nikolay Zhorov                  | Iskander Farizov                | Дэниел Ким                      |                |
| 2016    | не участвовали | не участвовали | не участвовали | не участвовали | не участвовали                  | не участвовали                  | не участвовали                  | не участвовали                  | не участвовали                  | не участвовали                  | не участвовали |
| 2017    | 23             | 7              | 0              | 7              | Roman Kazimirchik               | Nikolay Zhorov                  | Nurlan Syzdykov                 | Виктор Ким                      | Vladimir Torkin                 |                                 |                |
| 2018    | не участвовали | не участвовали | не участвовали | не участвовали | не участвовали                  | не участвовали                  | не участвовали                  | не участвовали                  | не участвовали                  | не участвовали                  | не участвовали |
| 2019    | 20             | 6              | 2              | 4              | Виктор Ким                      | Roman Kazimirchik               | Nikolay Zhorov                  | Alexandr Trofimov               | Zhakansha Kairbayev             | Ангелина Эбауэр                 |                |

(данные с сайта результатов и статистики ВФК: )